# Podborze (Młynka)
Podborze – część wsi Młynka w Polsce położona w województwie małopolskim, w powiecie krakowskim, w gminie Zabierzów.
W latach 1975–1998 Podborze administracyjnie należało do województwa krakowskiego.